# غوردون (مقاطعة آشلاند)
غوردون، مقاطعة آشلاند (بالإنجليزية: Gordon, Ashland County, Wisconsin)‏ هي بلدة تقع بولاية ويسكونسن في الولايات المتحدة. تبلغ مساحتها 277.1 (كم²)، وترتفع عن سطح البحر 463 م، بلغ عدد سكانها 283 نسمة في عام 2010 حسب إحصاء مكتب تعداد الولايات المتحدة وتصل الكثافة السكانية فيها 1 نسمة/كم2.

## وصلات خارجية
- The US50 - Cities and Towns in Wisconsin State
- Wisconsin Cities and Towns, Facts, Map, Flag, Colleges, Government, and More